# Easton (Maryland)
Easton ist eine Stadt (City) und Sitz der Countyverwaltung (County Seat) des Talbot Countys auf der Delmarva-Halbinsel
im US-Bundesstaat Maryland. Das U.S. Census Bureau hat bei der Volkszählung 2020 eine Einwohnerzahl von 17.101 ermittelt.
Der Ort ist Sitz des Senders WKHZ und das lokale Baseball-Team Easton LL mehrfacher Teilnehmer der Little League Baseball World Series.

## Persönlichkeiten
- Isaac Ambrose Barber (1852–1909), Politiker und Abgeordneter im Repräsentantenhaus
- Robert Bauman (* 1937), Politiker und Abgeordneter im Repräsentantenhaus
- Birch Bayh (1928–2019), Politiker, Senator und US-Präsidentschaftskandidat
- Helen Beebe (1908–1989), Pädagogin
- James Harry Covington (1870–1942), Politiker, Abgeordneter im Repräsentantenhaus und Bundesrichter
- Skip Etchells (1911–1998), Yachtkonstrukteur
- Charles Hopper Gibson (1842–1900), Politiker und Senator
- Robert Henry Goldsborough (1779–1836), Politiker und Senator
- Samuel Hambleton (1812–1886), Politiker und Abgeordneter im Repräsentantenhaus
- William Hayward (1787–1836), Politiker und Abgeordneter im Repräsentantenhaus
- Leslie Holdridge (1907–1999), Biologe, Klimatologe und Tropenwaldforscher
- Harry Hughes (1926–2019), Politiker und Gouverneur von Maryland
- Edward Olson Hulburt (1890–1982), Geophysiker und Direktor am United States Naval Research Laboratory
- John Bozman Kerr (1809–1878), Politiker und amerikanischer Gesandter in Nicaragua
- John Leeds Kerr (1780–1844), Politiker, Abgeordneter im Repräsentantenhaus und Senator
- Richard Lankford (1914–2003), Politiker und Abgeordneter im Regisseur
- Lee Lawrie (1877–1963), Bildhauer
- Bobby Lea (* 1983), Bahn- und Straßenradrennfahrer
- James Lloyd (1745–1820), Politiker und Senator
- Edward Tylor Miller (1895–1968), Politiker und Abgeordneter im Repräsentantenhaus
- William Oswald Mills (1924–1973), Politiker und Abgeordneter im Repräsentantenhaus
- Rogers Morton (1914–1979), Politiker, Innenminister und Handelsminister der Vereinigten Staaten
- Joseph Hopper Nicholson (1770–1817), Politiker, Jurist und Abgeordneter im Repräsentantenhaus
- John Blake Rice (1809–1874), Politiker und Bürgermeister von Chicago
- Maggie Rogers (* 1994), Musikerin
- Philip F. Thomas (1810–1890), Politiker, Gouverneur von Maryland und amerikanischer Finanzminister